# Rhadinobracon duodecimfasciatus
Rhadinobracon duodecimfasciatus är en stekelart som först beskrevs av Cameron 1904.  Rhadinobracon duodecimfasciatus ingår i släktet Rhadinobracon och familjen bracksteklar. Inga underarter finns listade i Catalogue of Life.